# Fungia fragilis
Fungia fragilis är en korallart som först beskrevs av Alcock 1893.  Fungia fragilis ingår i släktet Fungia och familjen Fungiidae. IUCN kategoriserar arten globalt som livskraftig. Inga underarter finns listade i Catalogue of Life.